# Aníbal Matellán
Aníbal Samuel Matellán (General Villegas, 8 maggio 1977) è un ex calciatore argentino, di ruolo difensore.

## Carriera

### Club
Matellán ha iniziato la sua carriera nel Boca Juniors, dopo diversi anni di successi con il club. Durante la sua permanenza al club ha vinto 6 titoli importanti in 5 stagioni: 3 scudetti, 2 Copa Libertadores e 1 Coppa Intercontinentale. Nel 2001 si trasferisce allo Schalke 04, con cui ha vinto la coppa tedesca nel 2002.
Dopo 3 stagioni con i tedeschi è tornato al Boca Juniors dove ha vinto un altro titolo importante, la Copa Sudamericana. Durante la sua stagione passata con i boca, ha fatto 132 presenze segnando 3 gol.
Nel 2005 firma un contratto con il Getafe e, dopo solo una sola stagione si trasferisce al Gimnastic. Dopo la stagione 2006-2007 torna in Argentina, questa volta per giocare con l'Arsenal de Sarandí.
Matellán ha segnato uno dei più importanti gol della sua carriera il 30 novembre 2007 nella gara di andata della Copa Sudamericana del 2007 contro il Club América.
Dopo tre stagioni con l'Arsenal de Sarandí, il 14 giugno 2010 annuncia il suo trasferimento ai messicani del San Luis.

## Palmarès

### Competizioni nazionali
- Campionato argentino: 3

Boca Juniors: Apertura 1998, Clausura 1999, Apertura 2000
- Coppa di Germania: 1

Schalke 04: 2001-2002

### Competizioni internazionali
- Coppa Libertadores: 2

Boca Juniors: 2000, 2001
- Coppa Intercontinentale: 1

Boca Juniors: 2000
- Copa Sudamericana: 2

Boca Juniors: 2004
Arsenal de Sarandí: 2007